# Rhytidoponera victoriae
Rhytidoponera victoriae é uma espécie de formiga do gênero Rhytidoponera.